# Olympische Sommerspiele 2008/Schwimmen – 10 km Freiwasser (Männer)
Zum ersten Mal in der olympischen Geschichte wurde das 10 Kilometer Freiwasserschwimmen der Männer bei den Olympischen Spielen 2008 in Peking am 20. August im Ruder- und Kanupark Shunyi ausgetragen. Olympiasieger wurde der Niederländer Maarten van der Weijden.

## Ergebnisse
| Platz | Athlet                  | Nation             | Zeit        | Defizit      |
| ----- | ----------------------- | ------------------ | ----------- | ------------ |
| 01    | Maarten van der Weijden | Niederlande        | 1:51:51,6 h |              |
| 02    | David Davies            | Großbritannien     | 1:51:53,1 h | +0:01,5 min  |
| 03    | Thomas Lurz             | Deutschland        | 1:51:53,6 h | +0:02,0 min  |
| 04    | Valerio Cleri           | Italien            | 1:52:07,5 h | +0:15,9 min  |
| 05    | Jewgeni Dratzew         | Russland           | 1:52:08,9 h | +0:17,3 min  |
| 06    | Petar Stojtschew        | Bulgarien          | 1:52:09,1 h | +0:17,5 min  |
| 07    | Brian Ryckeman          | Belgien            | 1:52:10,7 h | +0:19,1 min  |
| 08    | Mark Warkentin          | Vereinigte Staaten | 1:52:13,0 h | +0:21,4 min  |
| 09    | Chad Ho                 | Südafrika          | 1:52:13,1 h | +0:21,5 min  |
| 10    | Erwin Maldonado         | Venezuela          | 1:52:13,6 h | +0:22,0 min  |
| 11    | Ky Hurst                | Australien         | 1:52:13,7 h | +0:22,1 min  |
| 12    | Ihor Tscherwynskyj      | Ukraine            | 1:52:14,7 h | +0:23,1 min  |
| 13    | Francisco Jose Hervas   | Spanien            | 1:52:16,5 h | +0:24,9 min  |
| 14    | Allan do Carmo          | Brasilien          | 1:52:16,6 h | +0:25,0 min  |
| 15    | Gilles Rondy            | Frankreich         | 1:52:16,7 h | +0:25,1 min  |
| 16    | Spyros Gianniotis       | Griechenland       | 1:52:20,4 h | +0:28,8 min  |
| 17    | Rostislav Vítek         | Tschechien         | 1:52:41,8 h | +0:50,2 min  |
| 18    | Luis Escobar            | Mexiko             | 1:53:47,9 h | +1:56,3 min  |
| 19    | Saleh Mohammad          | Syrien             | 1:54:37,7 h | +2:46,1 min  |
| 20    | Mohamed Monir           | Ägypten            | 1:55:17,0 h | +3:25,4 min  |
| 21    | Damián Blaum            | Argentinien        | 1:55:48,6 h | +3:57,0 min  |
| 22    | Arseniy Lavrentyev      | Portugal           | 2:03:39,6 h | +11:48,0 min |
| 23    | Xin Tong                | China              | 2:09:13,4 h | +17:21,8 min |
|       | Csaba Gercsák           | Ungarn             | DNF         |              |
|       | Wladimir Djattschin     | Russland           | DSQ         |              |